# الیجا (میزوری)
الیجا (به انگلیسی: Elijah) یک منطقهٔ مسکونی در ایالات متحده آمریکا است که در میزوری واقع شده‌است. الیجا ۲۷۰ متر بالاتر از سطح دریا واقع شده‌است.